# Darryl Sims
Darryl Sims (Winston-Salem, 23 luglio 1961) è un ex giocatore di football americano statunitense che ha militato nel ruolo di defensive tackle nella National Football League (NFL).

## Carriera
Al college Sims giocò a football a Wisconsin. Fu scelto dai Pittsburgh Steelers nel corso del primo giro (ventesimo assoluto) del Draft NFL 1985. Vi giocò per due stagioni e 32 partite senza mai partire come titolare, con un massimo di 2 sack nel suo anno da rookie. Chiuse la carriera giocando fino al 1989 con i Cleveland Browns.